# SkyscraperPage
SkyscraperPage.com es una base de datos en línea de ilustraciones y diagramas  a escala de rascacielos y otros importantes proyectos de ingeniería y estructuras altas de todo el mundo. La página también permite la creación de diseños propios en la categoría "fantasía". Usando estos diagramas, se pueden comparar fácilmente los rascacielos y otras estructuras altas de cualquier ciudad o país. También contiene información general sobre cada estructura, como la situación, el año de construcción, la altura o el número de plantas. La página web tiene más de 42.000 dibujos personalizados de rascacielos y otras estructuras en noviembre de 2012, que son subidas por los usuarios de la web, de los cuales hay más de 700 registrados en noviembre de 2012. La escala de los dibujos es de un píxel por metro. Los diagramas se crean usando pixel art.
SkyscraperPage fue creada por Dylan Leblanc en 1998 como una base de datos que él comenzó subiendo muchas ilustraciones a la web y es en la actualidad uno de los foros más activos para la discusión sobre rascacielos y medio urbano. Tiene también un foro en línea con más de 38.000 miembros. 

## SkyscraperCity
El 11 de septiembre de 2002 se creó SkyscraperCity.com como una disgregación para ser un foro internacional similar al foro de SkyscraperPage que cubre también temas de arquitectura y desarrollo urbano además de rascacielos. SkyscraperCity tiene más de 650.000 usuarios registrados.